# Parowa (powiat węgorzewski)
Parowa (niem. Birkental) – wieś w Polsce, w województwie warmińsko-mazurskim, w powiecie węgorzewskim, w gminie Węgorzewo.
W latach 1975–1998 miejscowość należała administracyjnie do województwa suwalskiego.

## Nazwa
28 marca 1949 r. ustalono urzędową polską nazwę miejscowości – Parowa, określając drugi przypadek jako Parowy, a przymiotnik – parowski.